# Lieinix
Lieinix is een geslacht in de orde van de Lepidoptera (vlinders) familie van de Pieridae (Witjes).
Lieinix werd in 1832 beschreven door Gray.

## Soorten
Lieinix omvat de volgende soorten:
- Lieinix christa - (Reissinger, 1970)
- Lieinix cinerascens - (Salvin, 1871)
- Lieinix lala - (Godman & Salvin, 1889)
- Lieinix neblina - Maza, J & R Maza, 1984
- Lieinix nemesis - (Latreille, 1813)
- Lieinix viridifascia - (Butler, 1872)